# Persuasiune
Persuasiunea este o formă de influențare. Este modalitatea de argumentare prin intermediul căreia o persoană încearcă să convingă o altă persoană sau un grup de persoane să creadă sau să facă un anumit lucru. Persuasiunea este un proces de ghidare al oamenilor pentru a adopta idei, atitudini sau acțiuni (raționale sau mai puțin raționale). Persuasiunea se bazează pe discuții și "atractivitatea prezentării" în locul folosirii mijloacelor de forță. 
Persuasiunea este o formă extremă a convingerii. 
Aristotel a afirmat că "Retorica este arta descoperirii, iar într-un caz particular, a descoperirii mijloacelor de persuasiune aflate la îndemână". 
Dupa cum spunea si  Kevin Hogan persuasiunea este capacitatea de a influenta comportamentul altei persoane sau al unui grup de oameni. 
Inca din cultura omeneasca straveche cele mai mari schimbari din istorie au fost manipulate de catre oameni ce stapaneau procesul de persuasiune. Acesti oameni erau si sunt capabili sa-i convinga pe ceilalti , urmandu-le sistemul de credinte sau modificandu-i valorile, vietile lor urmau sa devina mai bune, cel putin asta le inducea in subconstient cel ce stapanea procesul de persuasiune. 

## Principiile persuasiunii
Conform lui Robert Cialdini, citat din cartea sa despre persuasiune, pot fi definite șase "arme ale persuasiunii" 
- Simpatie - oamenii tind să spună ,,da  celor pe care îi cunosc și îi simpatizează
- Reciprocitate - oamenii dau înapoi celor care se poartă frumos cu ei
- Dovadă socială - oamenii au tendința de a urma exemplul celor mulți
- Angajament/consecvența - oamenii se "aliniază" în a respecta propriile lor promisiuni
- Autoritate - oamenii se "înclină" în fața părerii experților
- Raritate - oamenii doresc foarte puternic ceea ce pot avea cu greu